# Rasa del Puit (Pinell de Solsonès)
|  | Aquest article tracta sobre el torrent de Pinell de Solsonès. Vegeu-ne altres significats a «Rasa del Puit (Lladurs)». |

La Rasa del Puit, que en el tram inicial (fins a la confluència amb la Rasa de les Cots) rep el nom de la Rasa del Feixó, és un torrent que en confluir amb la Rasa de Torrent, dona lloc al naixement de la Riera de Sallent i que realitza tot el seu recorregut pel terme municipal de Pinell de Solsonès.
Neix al sud de la carretera C-149 (de Solsona a Sanaüja), a poc més de 500 m. a llevant de l'Hostal del Geli. De direcció predominant cap a les 8 del rellotge, passa successivament pel nord de la masia del Feixó, de l'ermita de la Mare de Déu del Remei i de les masies del Puit i de Llorenç. Després de rebre per la dreta la Rasa de la Codina) al peu del vessant de llevant del Serrat Fosc, conflueix amb la Rasa de Torrent a uns 400 m. al nord de Mas d'en Forn donant origen a la Riera de Sallent.

## Xarxa hidrogràfica
La seva xarxa hidrogràfica, que també transcorre íntegrament pel terme municipal de Pinell de Solsonès, està constituïda per 22 cursos fluvials la longitud total dels quals suma 25.245 m.